# Гмиза Сергій Олександрович
Сергій Олександрович Гмиза (1960) — український спецпризначенець. Генерал-полковник. Начальник Головного управління розвідки Міністерства оборони України (2010—2014).

## Життєпис
Народився у 1960 році в Одеській області. У 1981 році закінчив військове училище; у 1991 році – Воєнно-дипломатичну академію; у 2008 році – Український державний університет, магістр міжнародного права.
Кар'єру воєнного дипломата розпочав заступником воєнного аташе в Брюсселі Володимира Гонтара. Згодом працював аташе з питань оборони посольства України в Королівстві Бельгія. Працював також в США. Вільно володіє англійською і досить пристойно французькою мовами. Легко входить в контакт з колегами з інших країн. Створив широку мережу контактів у Бельгії. Залишив Брюссель в званні полковника.

з 17 серпня 2010 по 2014 років — Начальник Головного управління розвідки Міністерства оборони України;